# Protipapež Pashal
Pashal (I.) je bil rimski škof in (protipapež) Rimskokatoliške cerkve, * okrot 630 Italija (Bizantinsko cesarstvo) † 686, Rim, Bizantinsko cesarstvo.

## Življenjepis
Papeške volitve so tokrat potekale še sredi večjih napetosti kot pred letom dni. Rimsko ljudstvo se je zopet odločilo za duhovnika Teodorja . Arhidiakon Pashal je sedaj iskal podporo pri ravenskem eksarhu.  Obljubil mu je celo tisto premoženje, ki sta oporočno zapustila v dobrodelne namene Janez V.  in Konon, če bo zmagal na papeških volitvah. Duhovščina in imenitniki so bili za duhovnika Sergija in njegova stranka ni bila le največja, ampak tudi najuglednejša. Ko je Teodor to uvidel, se je sam prostovoljno umaknil. Pogoltni ravenski eksarh je pohitel v Rim; toda tudi on je opazil, da njegov kandidat sploh nima privržencev; zato je bil pripravljen potrditi Sergijevo izvolitev, če mu bo plačal sto funtov zlata. Sergijeva stranka je zbrala sramotno podkupnino, da bi se izgognila večjemu zlu, in tako so Sergija 15. decembra 587 posvetili in umestili. Arhidiakon Pashal je bil obdolžen čaranja; zato so ga razčinili in ga zaprli v samostan. 

### Smrt
Po petletni ječi je Pashal umrl 692, baje nespokorjen.